# نیپلومیتز
نیپلومیتز (آلمانی: Niepolomitz-Heidenau) شهری در جنوب لهستان، در استان لهستان کوچک‌تر (از سال ۱۹۹۹) است. این شهر در کنار رودخانه ویستولاو در حومه  کراکوف در نزدیکی جنگل بزرگ بکر نیپلومیتز است.  قلعه ای برای شکار از قرن چهاردهم در شهر وجود دارد که آنرا کازیمیر سوم ساخته است، و  یک مرکز حفاظت از گاومیش اروپایی  نیز ((به لهستانی: Żubry)) در همان نزدیکی است.